# Edward Martindel
Edward Martindel, né à Hamilton (Ohio) le 8 juillet 1876 et mort à Los Angeles (Californie) le 4 mai 1955, est un acteur américain.

## Biographie
Edward Martindel a joué au théâtre à Broadway et dans 89 films entre 1915 et 1946. Mort d'une crise cardiaque, sa tombe se trouve au crématorium de Chapel of the Pines (en).

## Filmographie partielle
- 1916 : The Devil at His Elbow de Burton L. King
- 1916 : The Eternal Question
- 1920 : The Furnace de William Desmond Taylor
- 1920 : The Misfit Wife d'Edmund Mortimer
- 1920 : You Never Can Tell de Chester M. Franklin
- 1921 : Greater Than Love de Fred Niblo
- 1922 : Des gens très bien de William C. de Mille
- 1922 : Le Réquisitoire de Cecil B. DeMille
- 1922 : L'Accordeur (Clarence) de William C. de Mille
- 1922 : The Dangerous Little Demon de Clarence G. Badger
- 1924 : Love's Whirlpool de Bruce M. Mitchell
- 1925 : Le Fantôme de l'Opéra de Rupert Julian : comte Philip de Chagny
- 1925 : L'Éventail de Lady Windermere
- 1925 : Le Sans-Patrie (The Man Without a Country) de Rowland V. Lee
- 1925 : Compromise d'Alan Crosland
- 1926 : The Dixie Merchant
- 1926 : La Duchesse de Buffalo (The Duchess of Buffalo) de Sidney Franklin
- 1926 : You'd Be Surprised d'Arthur Rosson
- 1927 : La Sirène de Venise (Venus of Vence) de Marshall Neilan
- 1928 : L'Âme d'une nation (We Americans) d'Edward Sloman
- 1928 : Le Fou chantant (The Singing Fool) de Lloyd Bacon
- 1928 : The Garden of Eden de Lewis Milestone
- 1928 : La Fiancée du désert (The Desert Bride) de Walter Lang
- 1928 : En cour d'assises (On Trial) de Archie Mayo
- 1929 : Le Chant du désert de Roy Del Ruth
- 1929 : Why Be Good? de William A. Seiter
- 1929 : The Aviator de Roy Del Ruth
- 1929 : Footlights and Fools de William A. Seiter
- 1930 : Golden Dawn
- 1930 : La Chanson de mon cœur
- 1931 : Blonde Crazy
- 1931 : High Stakes
- 1932 : La Ruée (American Madness) de Frank Capra